# Dicasterie voor de Dienst van Naastenliefde
Het Dicasterie voor de Dienst van Naastenliefde is een dicasterie van de Romeinse Curie.
Het principe van liefdadigheid is al vroeg ontstaan in de Christelijke kerk. Door paus Leo XIII werd in 1866 het bureau voor Pauselijke Liefdadigheid ingesteld. Het hoofd van het bureau ontving de titel aalmoezenier van Zijne Heiligheid.
Op 5 juni 2022 werd bij de invoering van de apostolische constitutie Praedicate Evangelium de structuur van de Romeinse Curie gewijzigd. Het bureau werd vanaf die datum voortgezet onder de naam Dicasterie voor de Dienst van Naastenliefde.
Aan het hoofd van het dicasterie staat een prefect. Sinds 5 juni 2022 wordt deze functie vervuld door Konrad Krajewski, die daarvoor al apostolisch aalmoezenier van het bureau voor Pauselijke Liefdadigheid was. 